# O skutecznym rad sposobie
O Skutecznym Rad Sposobie Albo O Utrzymywaniu Ordynaryinych Seymow – czterotomowy traktat polityczny autorstwa Stanisława Konarskiego, wydany w latach 1761–1763 po 15 latach prac.
Analizując ustrój państw demokratycznych (Anglii, Holandii, Szwajcarii i Wenecji) i stawiając szczególnie Anglię za wzór organizacji władzy ustawodawczej i częściowo także wykonawczej, Konarski przedstawiał wady ustrojowe w Rzeczypospolitej Obojga Narodów. W pierwszym tomie (1761 r.) Konarski wskazywał sposoby przeciwdziałania nadużywaniu zasady liberum veto w nieprzystających sytuacjach, w drugim (1761 r.) argumentował za stosowaniem zasady większości w głosowaniach w Sejmie. Tom trzeci (1762 r.) był opisem nieefektywności działania Sejmu począwszy od XVI w. z powodu braku zasady większości i sporu o pozycję monarchy. W czwartym tomie (1763 r.) autor podsumował dotychczasowe argumenty, zebrał kontrargumenty, przedstawił opisy ustroju parlamentów Europy i przedstawił własny projekt nowego rządu.
Dzieło Konarskiego było przełomem, jeśli chodzi o literaturę tego typu w Polsce, gdyż wcześniej o ustroju innych państw wypowiadano się głównie, przywołując przykłady despotycznych monarchii absolutnych. Praca ta spotkała się początkowo z oburzeniem szlachty, jednak z czasem przykłady prac powołujących się na inne państwa jako wzory organizacji władzy zaczęły być częstsze, a pokolenie później praca Konarskiego była inspiracją i jednym z fundamentów reformy ustrojowej Konstytucji 3 maja.
Tytuł nawiązuje polemicznie do dzieła De vanitate cansiliorum (O bezskuteczności rad) Stanisława Herakliusza Lubomirskiego.